# Doroteu (pintor)
Doroteu (en llatí Dorotheus, en grec antic Δωρόθεος) fou un pintor grec que va executar per a l'emperador Neró una còpia de l'Afrodita Anadyomene d'Apel·les de Colofó. Va viure per tant cap a la meitat del segle i. El menciona Plini el Vell a la seva Naturalis Historia.